# منایدرا

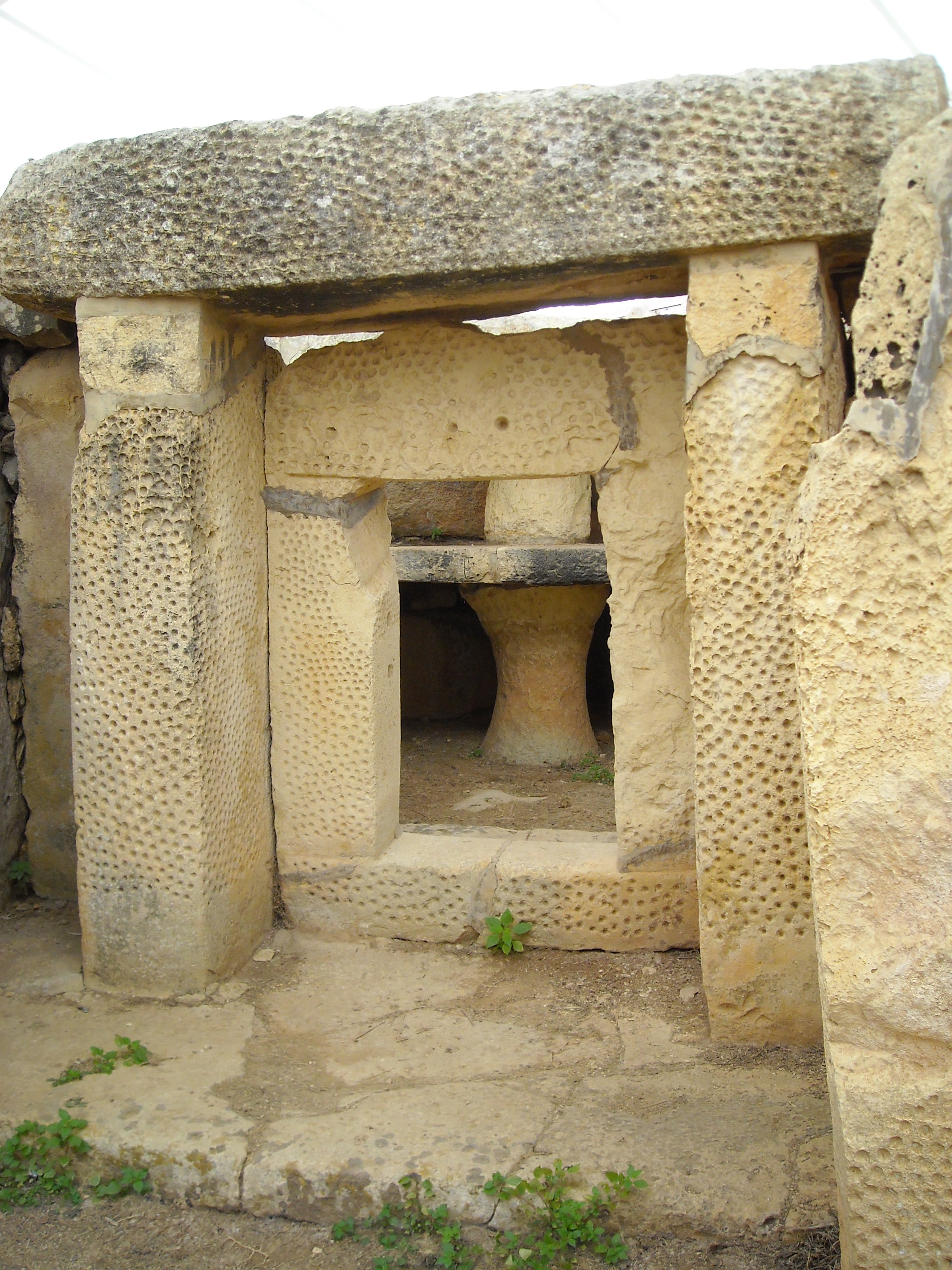
منایدرا 
(به مالتی: Mnajdra) معبدی خرسنگی در جنوب جزیرهٔ مالت در دریای مدیترانه است که در قالب معابد خرسنگی مالت، از ۱۹۹۲ در فهرست میراث جهانی این کشور ثبت شده است. این معبد در ۵۰۰ متری مجموعهٔ خرسنگی حجر قیم جای‌گرفته‌است. پیشینهٔ این سازه به هزارهٔ چهارم پیش از میلاد بازمی‌گردد. 

## نگارخانه

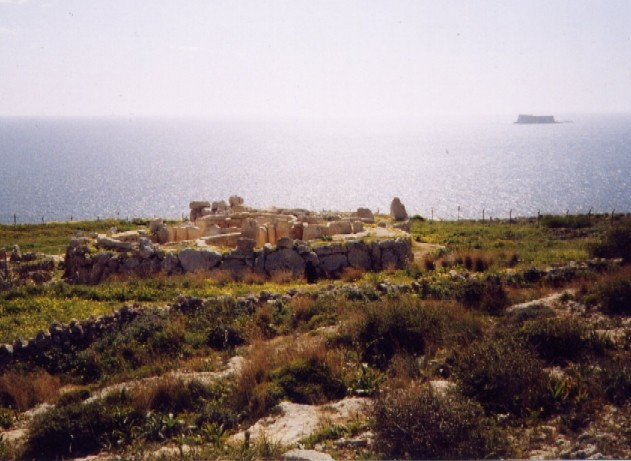
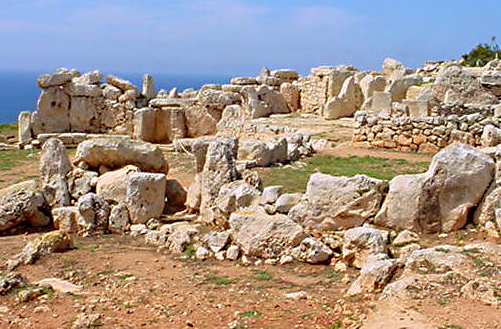
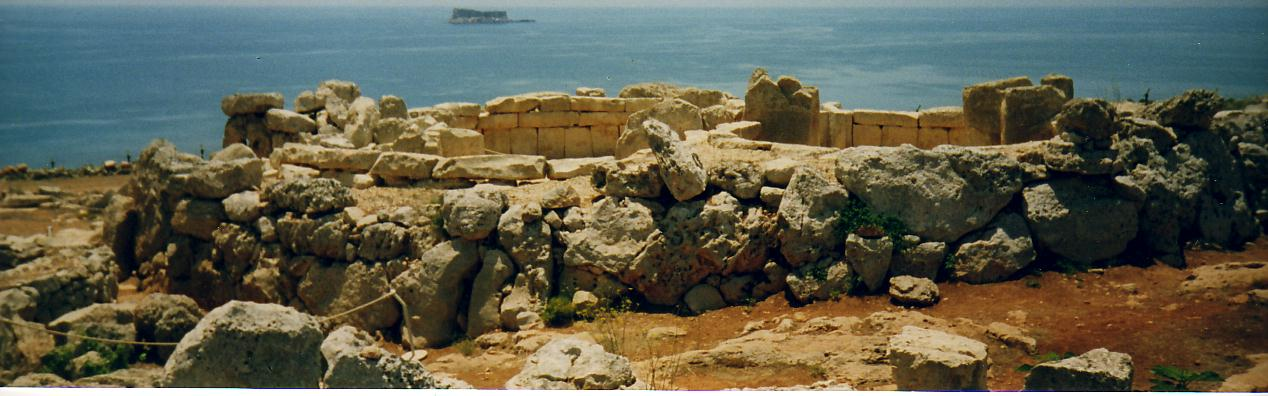
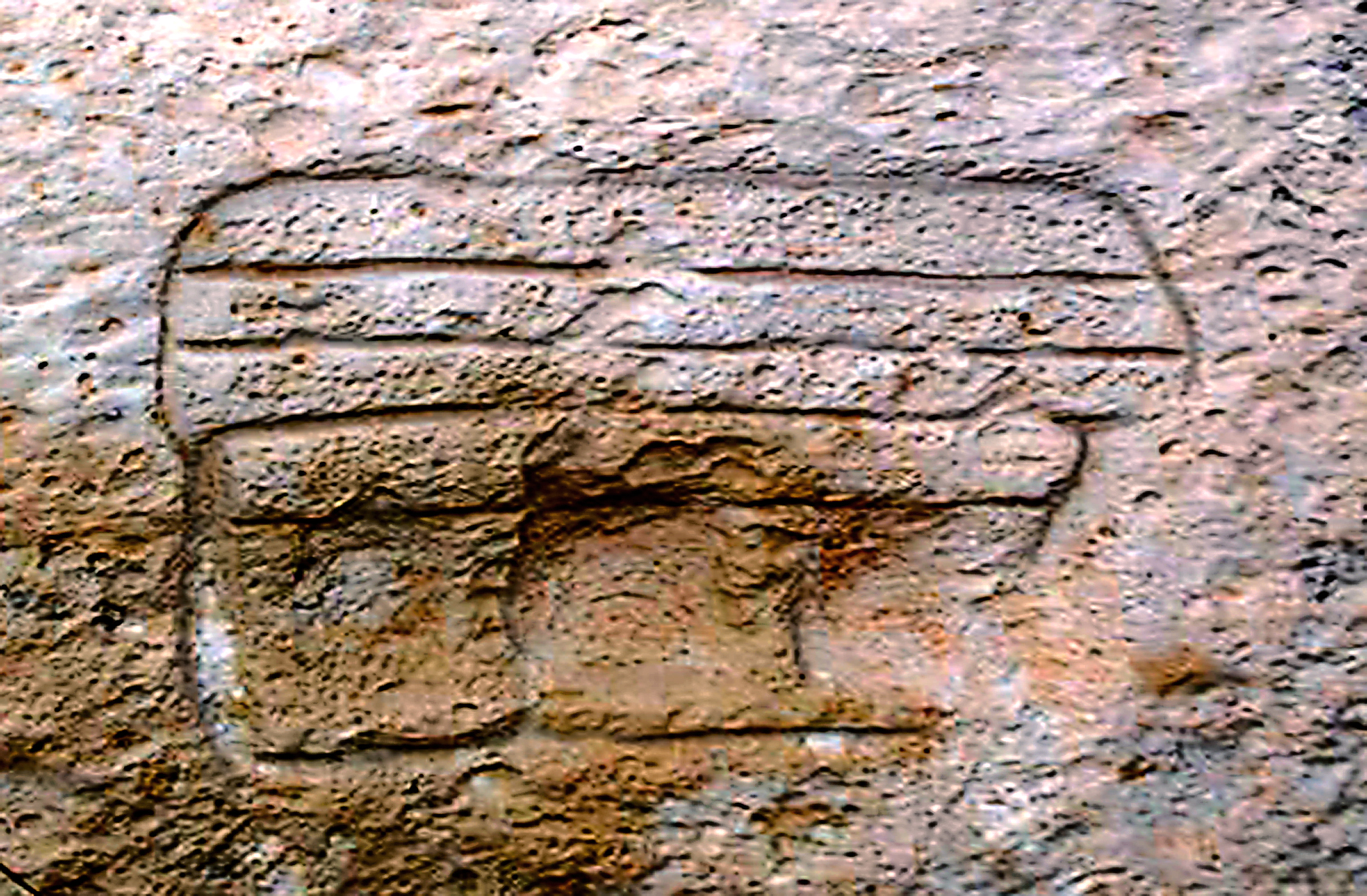
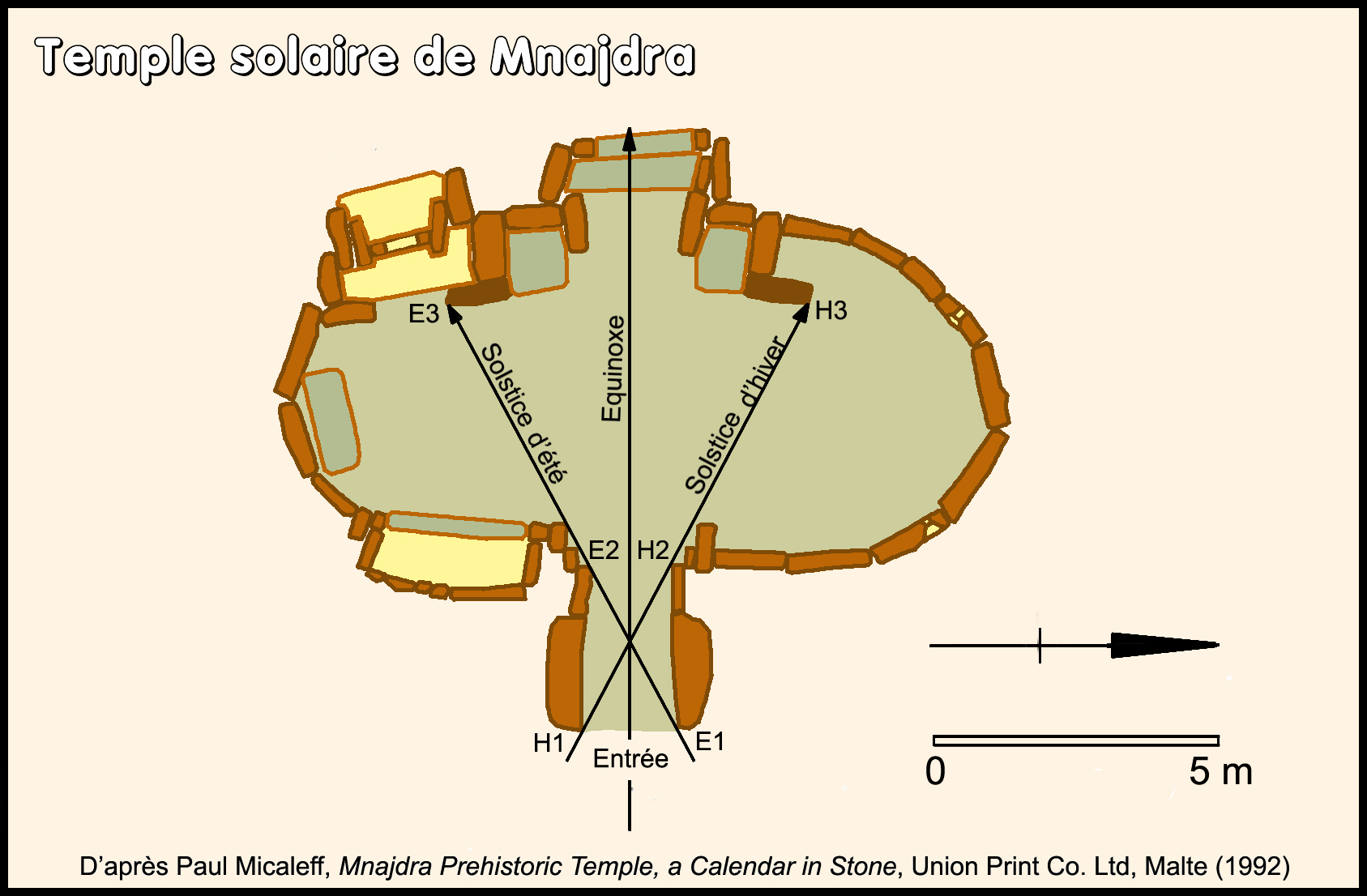
-->
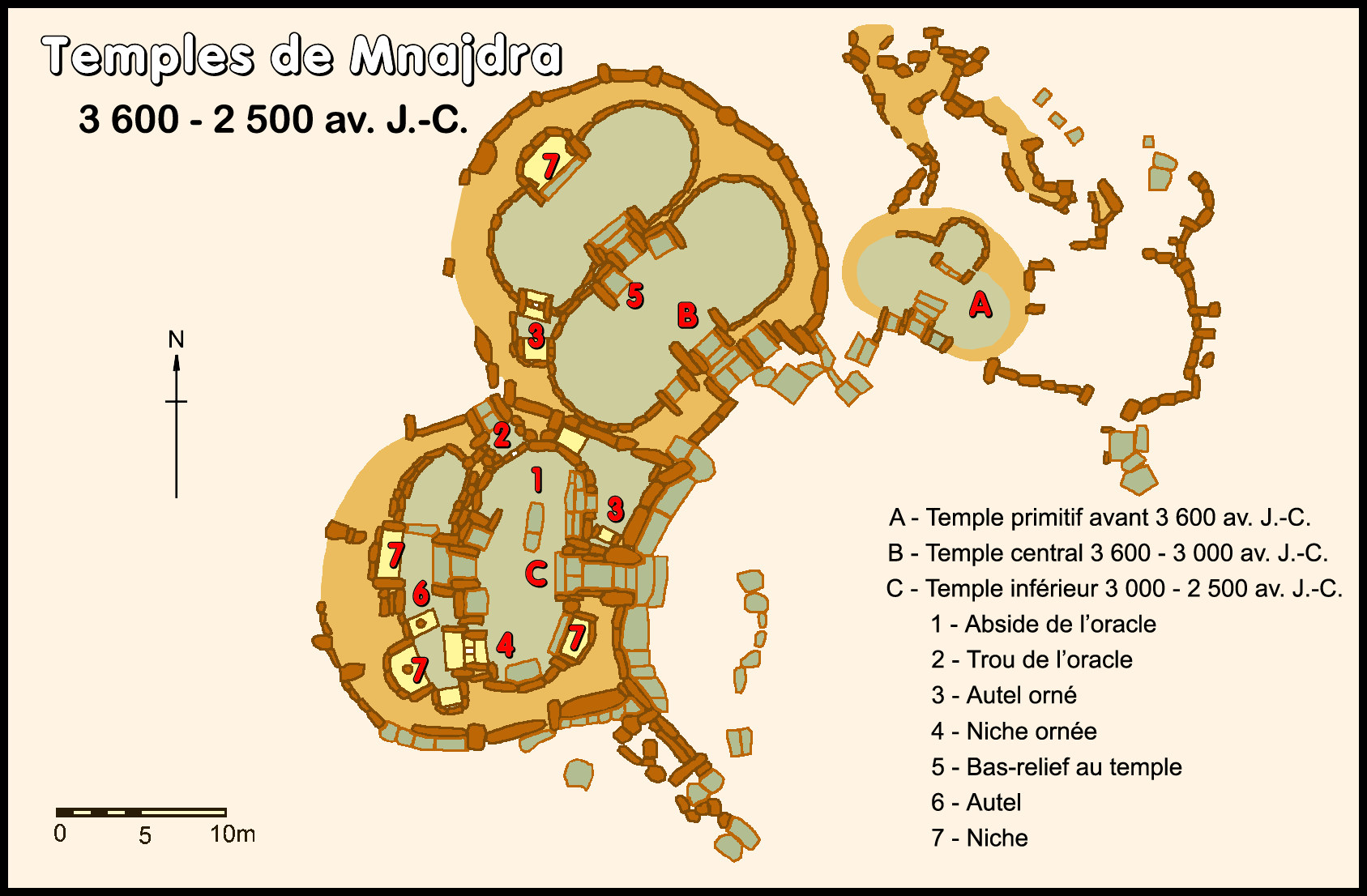
-->
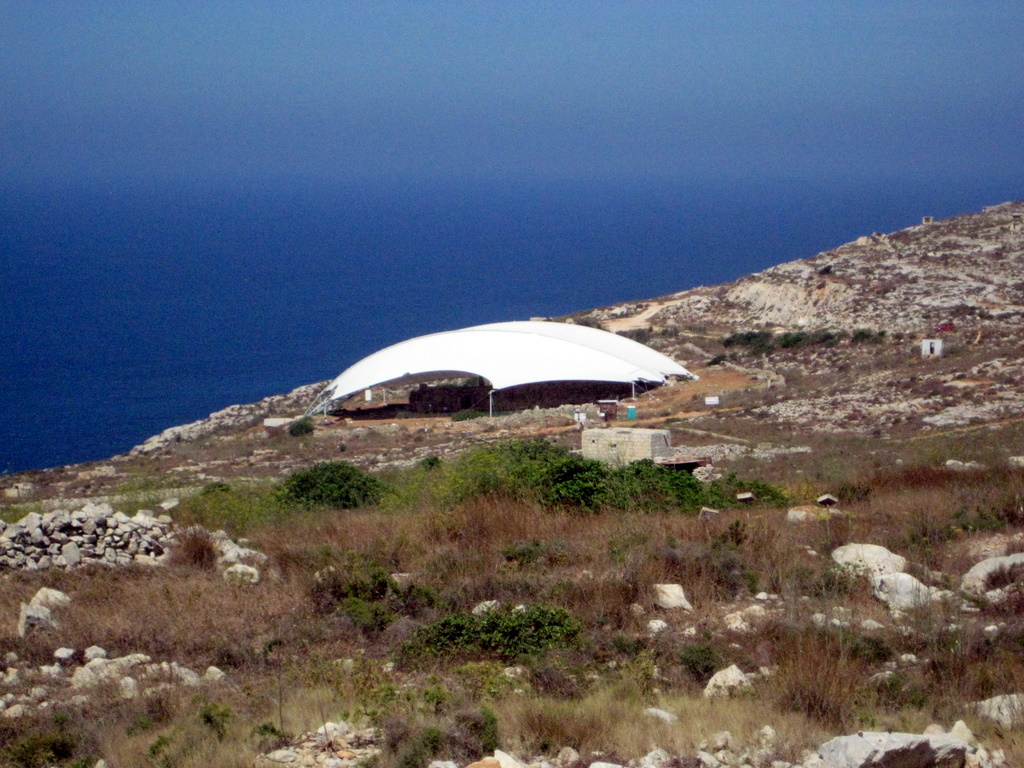